# هوراند
هوراند (بالفارسية: هوراند) هي مدينة تقع في إيران في ناحية هوراند. يقدر عدد سكانها بـ 3,876 نسمة .